# 內容變現
内容變現（英語：Content Monetization），是一種從網站、應用程式或者任何兩者之間的任何內容中獲取收益的方法。根據作法又可分為聯盟行銷、商務相關內容、深度鏈接、本地廣告。